# خرداد ۱۳۸۴
خرداد ۱۳۸۴، سومین ماه سال ۱۳۸۴ هجری خورشیدی است.
آغاز آن یکشنبه: ‌۱ خرداد ۱۳۸۴ (۲۲ مه ۲۰۰۵ میلادی)